# Евгений Кисин
Евгени Кисин (рус. Евге́ний И́горевич Ки́син) (род. 10 октомври 1971, Москва) е руски пианист, изпълнител на класическа музика.

## Биография
Евгени Кисин е роден в Москва. На 6 години постъпва в музикалното училище „Гнесини“. Първият му и единствен педагог е Анна Павловна Кантор.
Първоначално, като вундеркинд, e наричан Женя Кисин. На 10 години за първи път изнася концерт с оркестър, като изпълнява концерт № 20 в ре минор на Моцарт. На следващата година изнася своя първи концерт – рецитал. В 1984 г. (на 12 години) изпълнява концертите за пиано и оркестър № 1 и № 2 на Шопен в Голямата зала на Московската консерватория с Московската филхармония под диригентството на Дмитри Китаенко.
В 1985 г. Евгени Кисин за първи път има концерти в чужбина, в 1987 дебютира в Западна Европа на Берлинския фестивал. В 1988 г. свири под диригентството на Херберт фон Караян на Новогодишния концерт на Берлинската филхармония, като изпълнява Първия концерт за пиано на Чайковски.
През септември 1990 година е дебютът на Кисин в САЩ, където изпълнява концертите за пиано на Шопен с Нюйоркската филхармония под диригентството на Зубин Мета. Седмица по-късно има рецитал в Карнеги Хол. През февруари 1992 г. Кисин взема участие в церемонията по връчване на наградите Грами в Ню Йорк.
През август 1997 г. изнася рецитал на фестивала „Proms“ (Променадните концерти на ББС) в Роял Алберт Хол – Лондон – първата вечер с пиано рецитал за повече от стогодишната история на фестивала.
Кисин води активна концертна дейност в Европа, Америка и Азия винаги с голям успех. Свири с водещите световни оркестри под диригентството на известни диригенти като Клаудио Абадо, Даниел Баренбойм, Валери Гергиев, Карло Мария Джулини, Джеймс Ливайн, Лорин Маазел, Рикардо Мути, Сейджи Озава, Мстислав Ростропович, Евгени Светланов, Юрий Темирканов, Дьорд Шолти и Марис Янсонс. Сред партньорите му в камерни ансамбли са Марта Аргерих, Юрий Башмет, Миша Майски, Томас Квастхоф, Гидон Кремер и други.
Евгени Кисин изнася и поетични вечери на идиш и на руски език.
Компакт диск със записи на съвременна поезия на идиш в изпълнение на Е. Кисин е издаден през 2010 г.
Кисин твърди, че от дете има силно еврейско самосъзнание и на своя сайт помества материали за Израел.
От 1991 г. е живял в Ню Йорк и Лондон, а понастоящем – в Париж

## Награди
Е. Кисин никога не е участвал в конкурси за пианисти, но е лауреат на много награди, по-важни от които са:
- Награда на Музикалната академия Киджи – „Най-добър пианист на годината“ (Италия, 1991)
- Награда на списание „Музикална Америка“ („Musical America“) – „Инструменталист на годината“ (1994)
- Почетна награда „Триумф“ (Русия, 1997)
- Награда на името на Дмитрий Шостакович (Русия, 2003)
- Награда Херберт фон Караян (Германия, 2005)
- Грами в категория „Най-добро класическо солово инструментално изпълнение“ за изпълнение на произведенията на Скрябин, Метнер и Стравински (САЩ, 2006)
- Награда на името на Артуро Бенедети Микеланджели (Италия, 2007)
- Награда Грами 2010 г. в категорията „Най-добро солово инструментално изпълнение с оркестър“ за записа на втория и третия концерти за пиано на Сергей Прокофиев.[5]

В май 2001 г. Кисин получава почетното звание Доктор хонорис кауза по музика на Музикалното училище в Манхатън, в юни 2005 – почетен член на Кралската музикална академия (Лондон), в 2009 г. – доктор хонорис кауза на Хонконгския университет, в 2010 – доктор хонорис кауза на Еврейския университет в Йерусалим.